# Pacetluky
Pacetluky jsou obec v okrese Kroměříž ve Zlínském kraji. Žije zde 244 obyvatel.

## Název
Na vesnici bylo přeneseno původní pojmenování jejích obyvatel Pacětluci (či Pacotluci, v nejstarších zápisech se střídají -e- a -o-). V první části tohoto pojmenování je staré pac přejaté z německého Batz - "hrouda, tlustý kus". Jméno označovalo lidi, kteří roztloukají hroudy nebo osekávají tlusté kmeny.

## Historie
První písemná zmínka o obci pochází z roku 1141.

## Obyvatelstvo

### Struktura
Vývoj počtu obyvatel za celou obec i za jeho jednotlivé části uvádí tabulka níže, ve které se zobrazuje i příslušnost jednotlivých částí k obci či následné odtržení.
| Místní části   | Místní části   | 1869 | 1880 | 1890 | 1900 | 1910 | 1921 | 1930 | 1950 | 1961 | 1970 | 1980 | 1991 | 2001 | 2011 | 2021 |
| -------------- | -------------- | ---- | ---- | ---- | ---- | ---- | ---- | ---- | ---- | ---- | ---- | ---- | ---- | ---- | ---- | ---- |
| Počet obyvatel | část Pacetluky | 243  | 252  | 259  | 302  | 286  | 286  | 299  | 267  | 312  | 291  | 272  | 242  | 223  | 214  | 212  |
| Počet domů     | část Pacetluky | 42   | 45   | 46   | 48   | 50   | 51   | 60   | 71   | 69   | 68   | 66   | 78   | 79   | 77   | 87   |

## Obecní správa

### Obecní symboly
Znak a vlajka byly obci uděleny rozhodnutím předsedy Poslanecké sněmovny Parlamentu České republiky dne 21. června 1999.

## Pamětihodnosti
- Pomník padlým

## Galerie

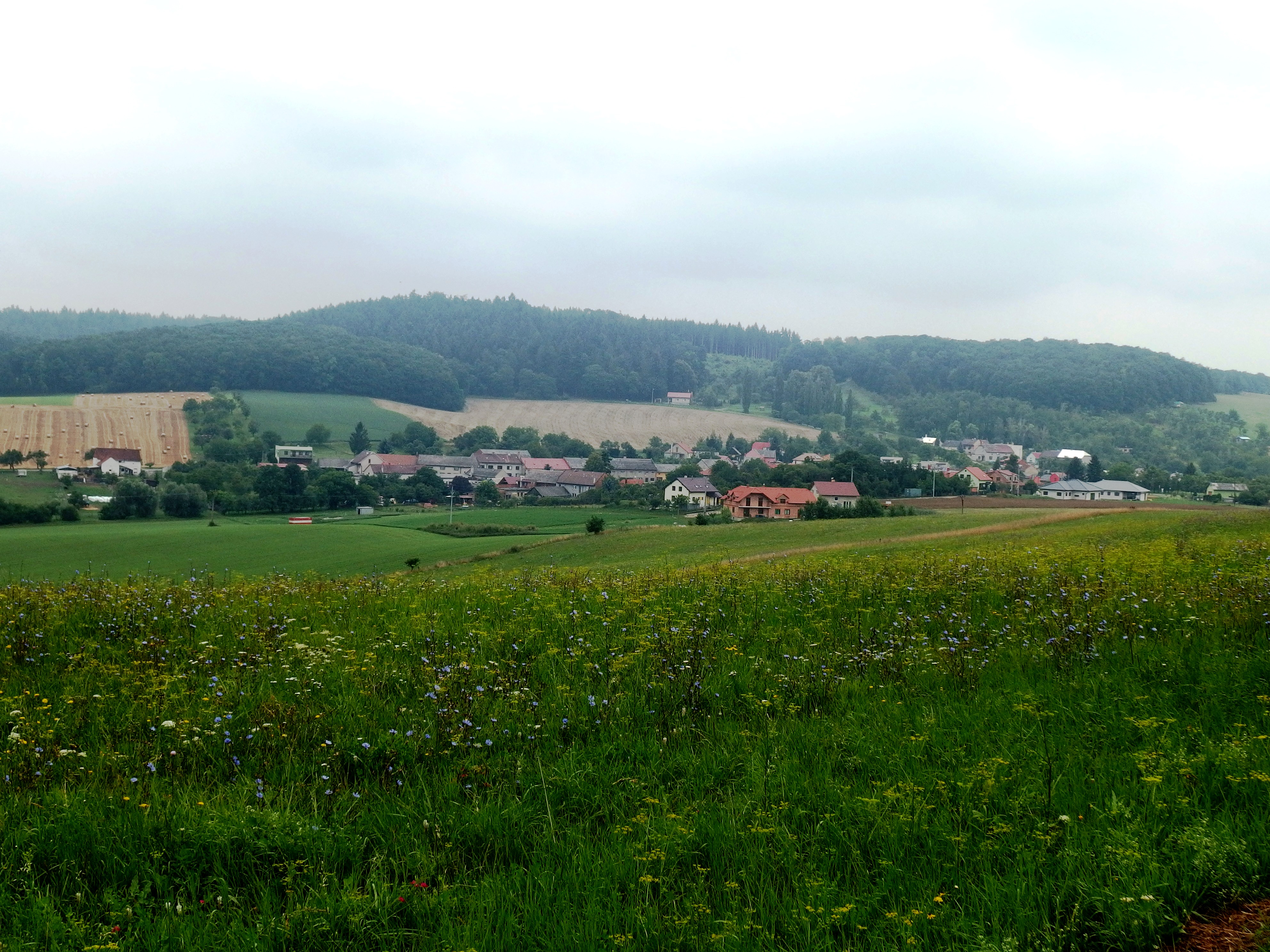
Celkový pohled na Pacetluky ze silnice do Bořenovic
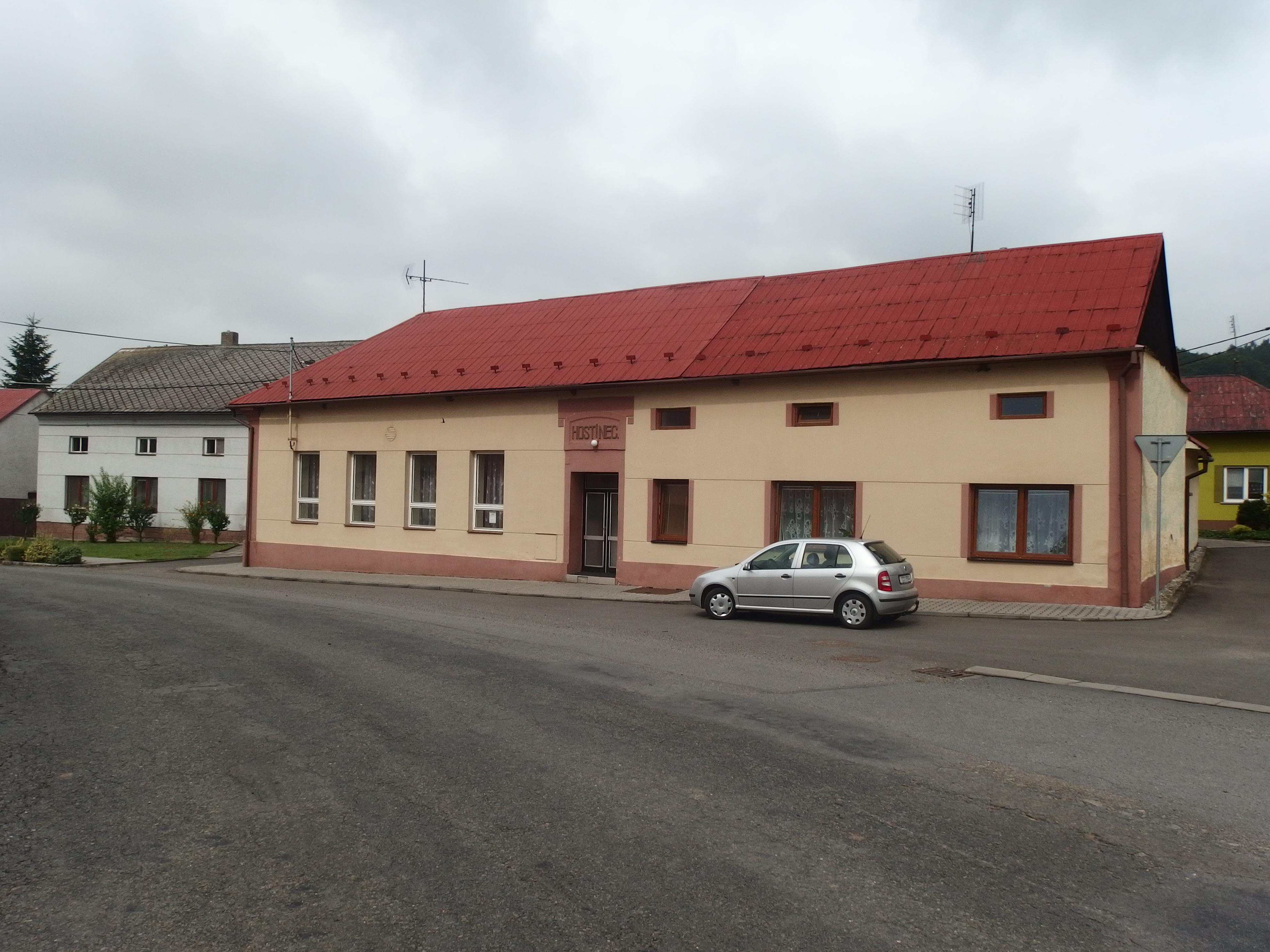
Hostinec
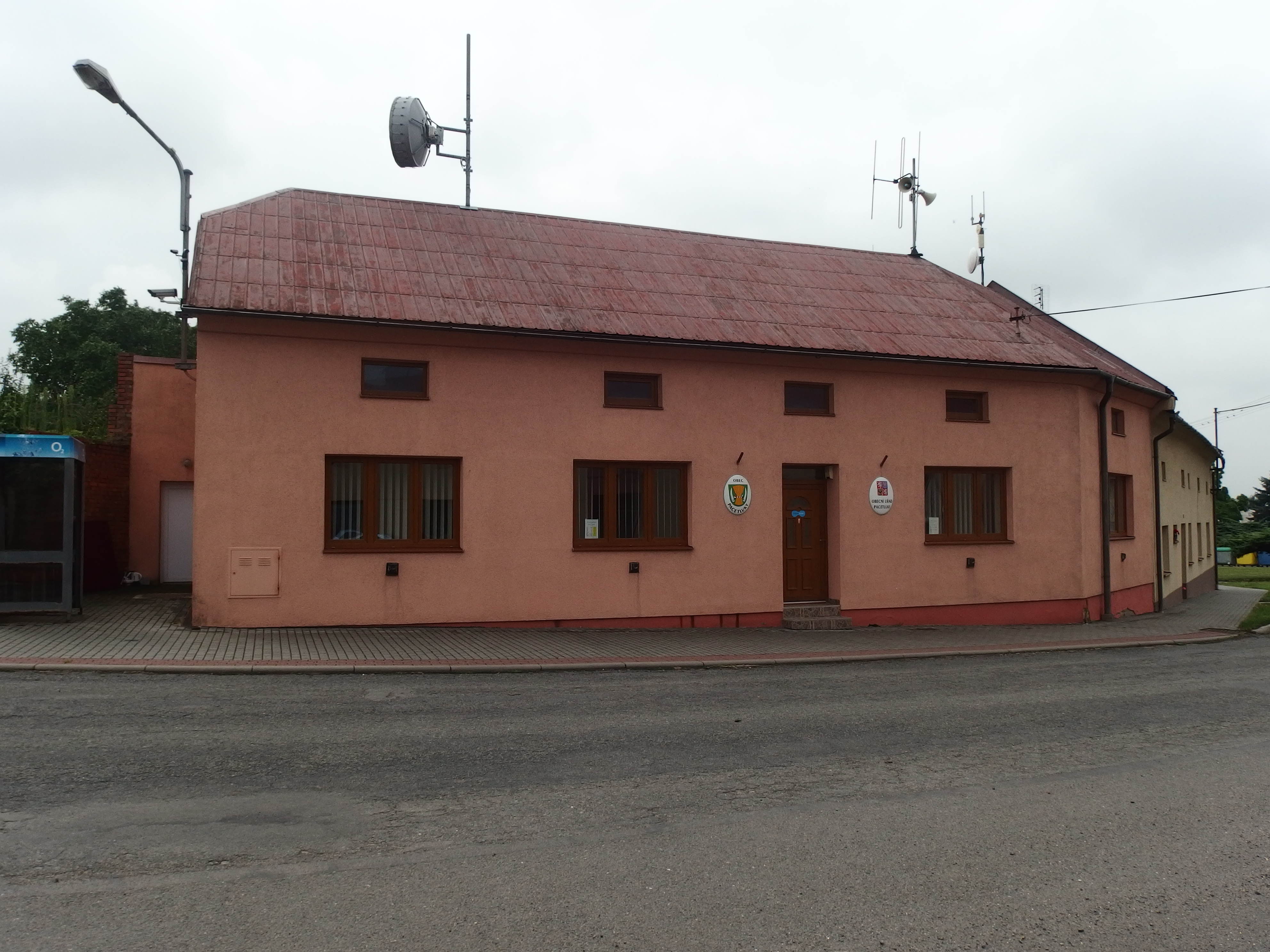
Obecní úřad
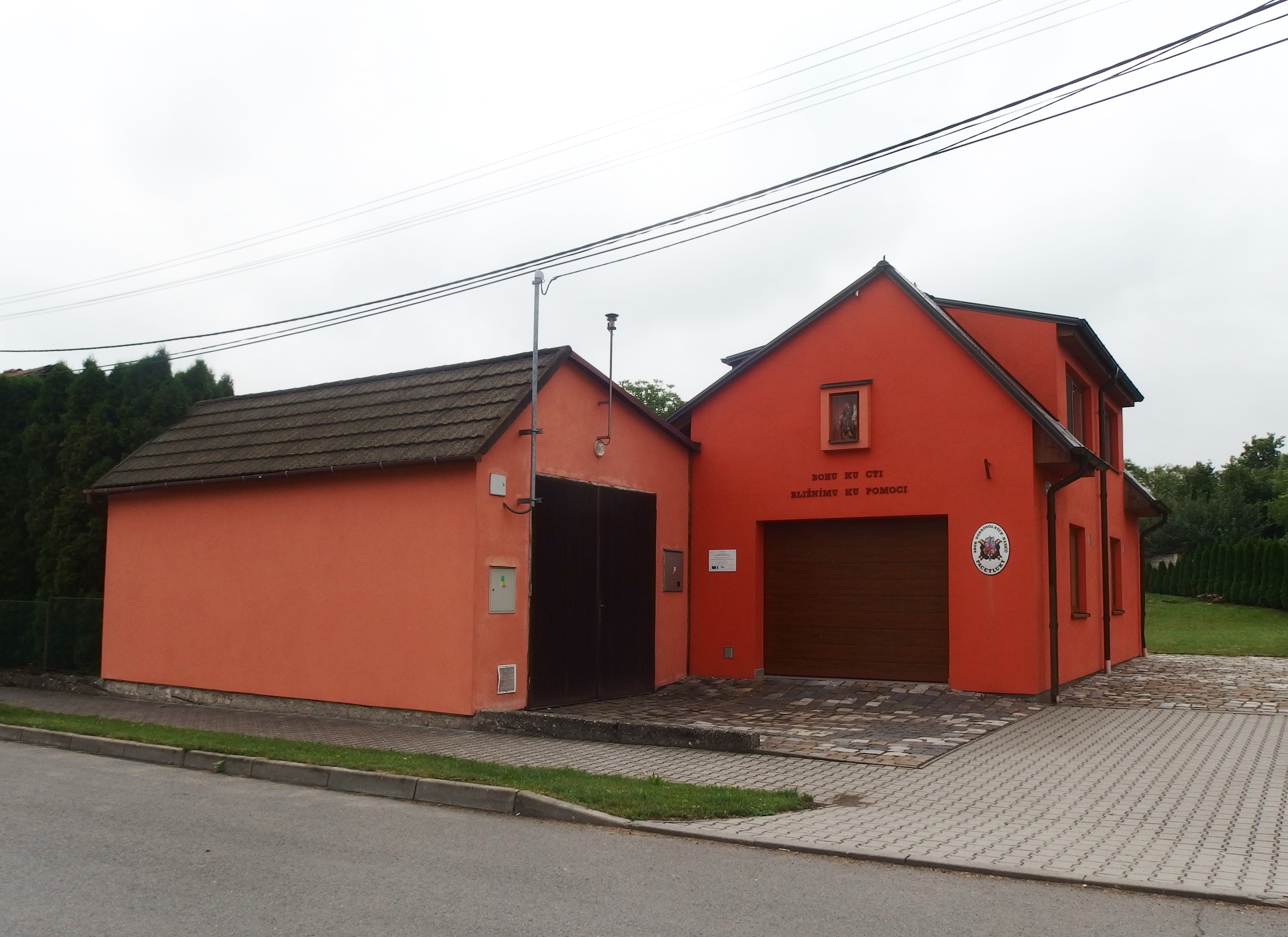
Hasičská zbrojnice